# Dražen Zimonjić
Dražen B. Zimonjić (Beograd, 30. mart 1950) srpski i američki je biolog-citogenetičar, profesor Beogradskog univerziteta, stalni istraživač u Nacionalnom institutu za rak SAD u Betezdi i član Srpske akademije nauka i umetnosti.

## Biografija
Rođen je 1950. godine u Beogradu. 
Diplomirao je na Prirodno-matematičkom fakultetu (1972), magistrirao u Centru za multidisciplinarne studije (1976), i doktorirao na Veterinarskom fakultetu Beogradskog univerziteta (1982). Profesionalno se usavršavao kod profesora H. Johna Evansa FRS, u “MRC Clinical & Cytogenetics Unit” u Edinburgu (Velika Britanija), profesorke Christe Fonatsch u “Medizinischen Universität zu Lübeck” (Nemacka), profesora Avery Sandberga u “Cancer Center” u Feniksu (Arizona,SAD) i dr Josepha A. DiPaoloa u “National Cancer Institute” u Betezdi (Merilend, SAD). Od 1972 do 1992 predavao je na Veterinarskom fakultetu Beogradskog univerziteta da bi, u januaru 1992. godine otišao, po pozivu, u Nacionalni institut za rak SAD u Betezdi, gde je, kao stalni istraživač, radio do penzionisanja 2015. godine.
Rezultatski opus dr Zimonjića obuhvata tri celine koje pokrivaju
- Citogenetički aspekt genotoksičnih efekata faktora okoline,
- Topološku identifikaciju i funkcionalnu karakterizaciju novih gena od značaja za proces neoplastične transformacije i
- Identifikaciju i karakterizaciju genomskih reorganizacija udruženih sa nastankom i progresijom malignog fenotipa.

## Bibliografija
Njegova bibliografija sadrži 225 jedinica, među kojima je 140 originalnih naučnih radova objavljenih u vrhunskim svetskim časopisima sa recenzijom, vise od 80 saopštenja na naučnim skupovima, dva udžbenika i jedna monografija. Prema međunarodnom naučnom pretraživaču “Google Scholar”, rezultati dr Zimonjića do sada su citirani 11386 puta, a njegov H-Index je 51.

## Doprinosi nauci
Dr Zimonjić je prvi u svetu utvrdio tačnu hromozomsku lokalizaciju više od 50 gena čoveka i još nekih sisara. Mnogi od njih su značajni za razumevanje etiologije raka (ErbB-3 i HER4/erbB-4, mamaglobin, mamaglobin B, ciklin G1, ciklin G2, DLC1, i BID), za nove pristupe terapiji raka (vaskularni endotelijalni faktor rasta (VEGF), interferon-gama, mitochondrjalna topoizomeraza 1), ili imaju fundamentalnu važnost u mehanizmima očuvanja integriteta genoma (geni za histone H2X.A i H2X.Z), i složenih fizioloških procesa poput starenja. Njegova studija evolucione disperzije multipnih kopija 
KGF gena, člana familije fibroblastnih faktora rasta impliciranih u nastanku hiperplazija dojke i prostate, jedna je od svega 452 publikacije iz celog sveta, citirane u prvoj i sada antologijskoj prezentaciji kompletne sekvence genoma čoveka (Nature 409: 860-921, 2001).
Rad dr Zimonjića u oblasti identifikacije i karakterizacije genomskih reorganizacija udruženih sa nastankom i progresijom malignog fenotipa, osvetlio je prirodu i funkcionalnie posledice integracije virusnog naslednog materijala u genom čoveka, pokazavši nestohastičnu prirodu ovih molekularnih događaja, do kojih pretežno dolazi u topološki destabilizovanim zonama DNK.
Korišćenjem najsavremenijih metoda molekularne citogenetike, dr Zimonjić je objavio prvu u svetu kompletnu mapu amplifikacija i delecija u genomu celijskih linija izvedenih od hepatocelularnog karcinoma čoveka (HCC), identifikujući ukupno 28 hromozomskih regiona sa suficitom ili deficitom naslednog materijala. U jednom od njih, na hromozomu 8 (8p22), identifikovan je i izolovan novi gen, DLC-1, čije dalje detaljno ispitivanje je pokazalo da se radi o inhibitoru procesa udruženih sa pojavom metastatične bolesti.
Na sličan način, identifikovana je genomska predispozicija koja uslovljava TGF-ß rezistenciju u pojedinim ćelijskim linijama poreklom of HCC. Skoro istovremeno, identifikovane su delecije i nebalasirane translokacije hromozoma 1 i 3, sa prekidnim tačkama lociranim u regionima 1p36 i 3p14-21 koji sadrže lomljive zone (FRA1A i FRA3B) i gene implicirane u supresiji neoplastične transformacije, p73 na hromozomu 1, i FHIT na hromozomu 3.
Rak dojke je, posle raka pluća, drugi najvažniji uzrok smrti zena u svetu. Dr Zimonjić je i ćeljskim linijama poreklom od malignih  tumora dojke identifikovao više hromozomskih regiona sa karakterističnom amplifikacijom gena koji regulišu rast i dinamiku ćelijske proliferacije, kao sto su ERBB2, MYC i H-RAS. Posebna studija ekspresije lomljivog mesta FRA3B (3p14.2) u BRC-2-negativnim ćelijama raka dojke, pokazala je zavisnost fizičkog integriteta tog mesta i funkcionalne kompetencije supresorskog gena FHIT, lociranog unutar FRA3B, od ispravnog funkcionisanja gena BRCA-2 i njegove uloge u mehanizmima popravka DNK.

## Saradnja
Tokom svoje istraživačke karijere, dr Zimonjić je sarađivao sa nekim od najznačajnijih autora savremene biologije, kao sto su Robert Weinberg (MIT), Robert Gallo (UMB), Carlo Croce (Tomas Jefferson University), Timothy Ley (Washington University), Stanley Korsmeyer (Howard Hughes Medical Institute), William Hahn (Harvard University), Jeffrey Milbrandt (Washington University) i Douglas Lowy (NIH).

## Priznanja
Dr Zimonjić je dobitnik dve “Pohvalnice Veterinarskog fakulteta” Beogradskog univerziteta (1979. i 1986.), Oktobarske nagrade grada Beograda za nauku (1990), i prestižne “Merit Award” Nacionalnih instituta za zdravlje SAD (2001). Bio je, ili je još uvek član više naučnih društava među kojima su Srpsko biološko društvo, Društvo genetičara Srbije, European Environmental Mutagen Society (EEMS), American Association of Cancer Research (AACR) i sl., a jedan je od članova-osnivača Jugoslovenske sekcije EEMS i International Cytogenetics and Genome Society (ICGS).
Za clana Srpske akademije nauka i umetnosti izabran je 2006. godine.

## Koreni
Dr Zimonjić je potomak jedne od najstarijih i najuglednijih srpskih porodica u Hercegovini, koja je, kroz istoriju, davala ratnike, duhovne i svetovne vođe, univerzitetske profesore i akademike, kao što su: episkop Ananije Zimonjić, knez Jovan Zimonjić, vojvoda Bogdan Zimonjić, senatori Stevan Zimonjić i Aćim Zimonjić, mitropolit Petar Zimonjić (Sv. Petar Sarajevski) i akademik Svetozar Zimonjić.

## Porodica
Dr Dražen B. Zimonjić je oženjen i ima dve kćerke i jednog unuka.

## Spoljašnje veze
- Biografija na sajtu SANU
- https://www.nature.com/articles/35057062#Bib1
- https://scholar.google.com/citations?user=xsNCv1MAAAAJ&hl=en